# Piya Ka Ghar
Piya Ka Ghar (Hindi: पिया का घर, piyā kā ghar; Urdu: پیا کا گھر, übersetzt: Das Haus des Geliebten) ist ein Hindi-Film von Basu Chatterjee aus dem Jahr 1972. 

## Handlung
Ram lebt mit seiner Familie, bestehend aus Eltern, zwei Brüdern, einer Schwägerin, drei Onkeln und zwei Tanten, in einem kleinen Apartment in der Metropole Bombay. Malti hingegen lebt mit ihrer Familie in einem komfortablen Haus in einem kleinen Dorf.
Ihre Wege führen zusammen, als deren Eltern einen Ehestifter/Verkuppler arrangieren. Tatsächlich verlieben sich Ram und Malti und ihre Liebe resultiert bald in einer Hochzeit. Traditionellerweise zieht Malti in das Haus ihres Ehemannes, nichts ahnend, was sie dort erwarten wird.
In Maltis Ein-Zimmer-Wohnung ist kein Platz und die Frischvermählten sind gezwungen in der Küche zu schlafen. In dieser Enge ist an Privatsphäre nicht zu denken. Bald hält es Malti nicht mehr aus, so dass ihr Vater sie wieder ins Dorf holt.
Erst als Rams Familie sich bereit erklärt aus der Wohnung auszuziehen, ändert sie ihre Meinung. Nun genießen Ram und Malti die lang ersehnte Zweisamkeit. 

## Musik
| Lied                 | Sänger                         |
| -------------------- | ------------------------------ |
| Piya Ka Ghar Hai Yeh | Lata Mangeshkar                |
| Yeh Jeevan Hai       | Kishore Kumar                  |
| Yeh Zulf Kaisi Hai   | Lata Mangeshkar, Mohammad Rafi |
| Bambai Shahar Ki     | Kishore Kumar                  |
| Piya Ka Ghar Hai Yeh | Lata Mangeshkar                |

## Produktion
Als Szenenbildner wurde Bansi Chandragupta engagiert. 